# سوزان ساذرلاند إسحاق
سوزان ساذرلاند إسحاق (بالإنجليزية: Susan Isaacs)‏ (بالإنجليزية: Susan Sutherland Isaacs)‏، 24 مايو 1885-12 أكتوبر 1948، محللة نفسانية. نشرت دراسات عن التطور الفكري والاجتماعي للأطفال، وروجت لحركة مدارس الحضانة. كان لديها أطفال في سن مبكرة. بالنسبة لسوزان، كانت أفضل طريقة يتعلمها الأطفال هي تنمية استقلاليتهم. ورأت أن الطريقة الأكثر فاعلية لتحقيق ذلك كانت من خلال اللعب، وأن دور البالغين والمعلمين الأوائل هو توجيه لعب الأطفال.

## النشأة والتعليم
ولدت إسحاق عام 1885 في تورتون، لانكشاير، ابنة ويليام فيرهيرست، وهو صحفي وداعية ميثودي، وزوجته ميريام ساذرلاند. توفيت والدتها عندما كانت في السادسة من عمرها. بعد ذلك بوقت قصير أصبحت تنفر من والدها بعد أن تزوج الممرضة التي رعت والدتها أثناء مرضها. في عمر 15 سنة، أبعدها والدها من مدرسة بولتون الثانوية لأنها تحولت إلى الاشتراكية الإلحادية. رفض والدها التحدث معها لمدة عامين. بقيت في المنزل مع زوجة أبيها حتى بلغت 22 عامًا.
في عام 1907، التحقت إسحاق للتدريب كمدرسة للأطفال الصغار (من 5 إلى 7 سنوات) في جامعة مانشستر. ثم انتقلت إسحاق إلى دورة دراسية وتخرجت في عام 1912 بدرجة من الدرجات الأولى في الفلسفة. حصلت على منحة دراسية في المختبر النفسي في كلية نيونهام، كامبريدج، وحصلت على درجة الماجستير في عام 1913.

## روابط خارجية
- أوراق سوزان إسحاق في معهد التربية بجامعة لندن.
- محفوظات جمعية التحليل النفسي البريطانية.
- مركز أرشيف جمعية المدارس البريطانية والأجنبية (BFSS).
- قاموس أكسفورد للسيرة الوطنية.
- صورة شبه شخصية لسوزان ساذرلاند إسحاق، معرض صور وطني.